# Elecciones provinciales de Santa Cruz de 1963
Las elecciones generales de la provincia de Santa Cruz de 1963 tuvieron lugar el 7 de julio, al mismo tiempo que las elecciones presidenciales y legislativas a nivel nacional. Tuvieron lugar después del golpe de Estado de 1962, por lo que los comicios se realizaron con el peronismo proscrito y el presidente Arturo Frondizi detenido. Por tal motivo, los peronistas y frondicistas se expresaron mediante el voto en blanco, que en Santa Cruz alcanzó el 25%. Esto, sumado a la alta abstención, del 30.70%, provocó que solo el 51.76% del padrón registrado emitiera votos válidos.
Rodolfo Martinovic, de la Unión Cívica Radical del Pueblo (UCRP), obtuvo la victoria con el 24% de los votos, ligeramente por debajo del voto no positivo. Asumió el 12 de octubre, pero no pudo terminar el mandato debido a que fue derrocado en el golpe del 28 de junio de 1966.